# Griechen in Österreich
Es leben etwa 1.800 griechische Staatsbürger in Österreich. Neben dieser relativ kleinen Zuwanderergruppe unter den 730.000 ausländischen Staatsbürgern, die in Österreich leben, zählt die griechisch-orthodoxe Kirche in Österreich rund 18.000 Mitglieder, die großenteils Nachfahren zugewanderter Griechen sind.
Seine größte wirtschaftliche Bedeutung und gesellschaftliche Anerkennung erlangt das Griechentum in Österreich-Ungarn im 19. Jahrhundert.

## Geschichte
Griechische Kaufleute lebten in Wien bereits vor dem ersten Kreuzzug (1096–99). Laut Wiener Geschichtsblätter: "die Kreuzzüge und die daraus resultierenden dynastischen Beziehungen der Babenberger zu Byzanz brachten eine Anzahl griechischer Händler nach Wien". Im Adel lassen sich Kontakte zwischen Griechen und den Österreichern bis ins Mittelalter zurückführen.

### Der Levantehandel
Seit dem 17. Jahrhundert gab es eine Auswanderung von Griechen nach Österreich. Ähnlich wie die Hugenotten aus Frankreich suchten die Griechen in Österreich die Möglichkeit der wirtschaftlichen Entfaltung, die ihnen in ihrer Heimat verwehrt blieb. Als sich die Grenzen des Osmanischen Reiches etwas öffneten, nutzen besonders Kaufleute die Gelegenheit, sich in Österreich niederzulassen und Handelshäuser und Banken zu gründen. Mit der Anwesenheit der Griechen baute Österreich seinen Orienthandel aus, da diese als Händler über Kontakte ins Osmanische Reich verfügten. Im 3. Bezirk Landstraße, Ungargasse Nr. 37, gibt es noch eine ehemalige Karawanserei zu sehen.
So verkauften sie ins Osmanische Reich die dort wegen ihrer Prägungsqualität beliebten Maria-Theresien-Taler und bezogen von dort Tabak, Kaffee und Teppiche. Ihre Hauptaktivitäten verlagerten sich bald auf den Binnenhandel innerhalb Österreich-Ungarns. Orte der Monarchie mit bedeutender deutschsprachiger Minderheit hatten häufig auch eine größere griechische Gemeinde, so gab es griechische Kirchen und Gemeinden in Temeschburg und Neusatz.
Anfangs hatten sie unter Reglementierungen zu leiden, später wurden ihnen Privilegien zugestanden, da sie die Träger des österreichischen Levantehandels waren.
Anders als der Mythos überliefert, eröffnete ein Grieche oder Armenier namens Johannes Theodat am 17. Jänner 1685 am Haarmarkt (heute Rotenturmstraße 14) das erste Kaffeehaus Wiens. Im Jahr 1700 waren es bereits vier Griechen, die ein Privileg erhalten hatten, „Cafée offentlich auszuschäncken“.

### Vom Handel zum Kreditwesen

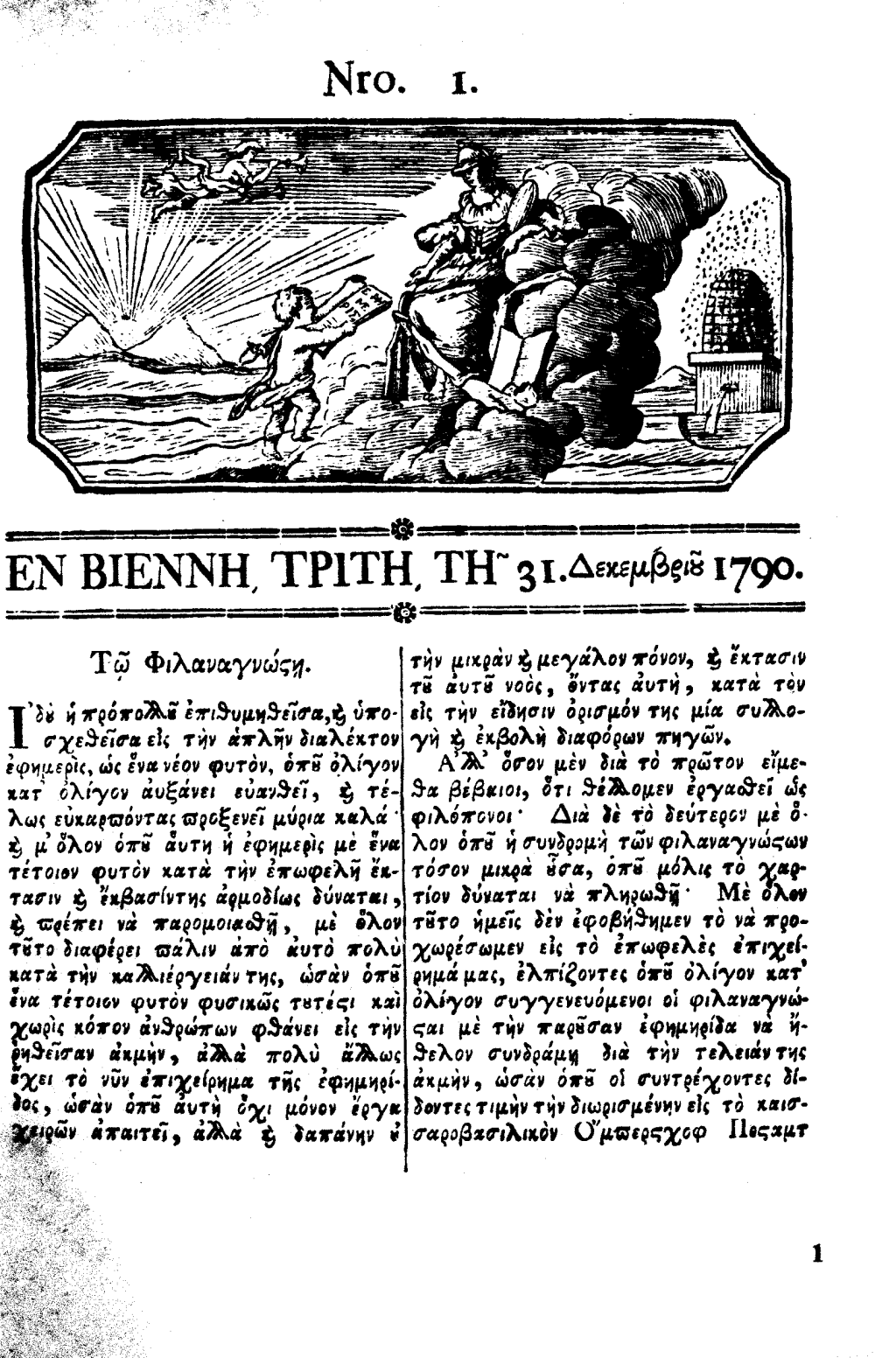
Die Wiener Ephemeris war die erste griechischsprachige Zeitung überhaupt.

Infolge der Beschwerden über angeblichen Kapitalabfluss und Erwerb von Gütern im Osmanischen Reich zogen viele Griechen es vor, sich vom Handel abzuwenden.
Der Treueeid von 1774 zwang die Griechen zur Annahme der österreichischen Staatsbürgerschaft und bedeutete den Verlust der Privilegien als Griechen. Viele nutzten die Möglichkeit und erwarben Ländereien, ein großer Teil blieb aber beim lukrativen Levantehandel. Die behördlichen Schikanen zwangen sie zur Organisation in Zünften, die als Interessenvertretung fungierten.
Mittelfristig etablierte sich das Bankenwesen als wichtigstes Betätigungsfeld der Griechen in Österreich. War bisher das Kreditwesen eine sehr statische Angelegenheit und mit heutigen Hypotheken zu vergleichen, so war es mit dem Eintritt der Griechen zu einer Komponente des Handels geworden. So vergaben sie kurzfristige Kredite zum Wareneinkauf der Kaufleute und führten die Buchführung und den Wechsel erstmals ein.

### Gesellschaftliche Etablierung und Zentrum der griechischen Diaspora
Das Bankhaus von Simon Georg Sina und seinem Sohn Georg Simon von Sina vergab während der Napoleonischen Kriege großzügige Kredite an die Österreichisch-Ungarische Monarchie und erwarb Ländereien in Österreich, Böhmen und Ungarn. Gleichzeitig wurden Infrastrukturprojekte wie Eisenbahn- und Kanalbau finanziert. Der Unternehmer Nikolaus Dumba war ein wichtiger Kunstmäzen. Als Förderer der Musik übte er unter anderem auch das Amt des Vizepräsidenten der Gesellschaft der Musikfreunde in Wien aus. So komponierte Johann Strauss (Sohn) den Walzer An der schönen blauen Donau zu einer Erstaufführung in Dumbas Palais.
Im Eislaufen wurde Georg Zachariades zwei Mal Europameister, er trat jedoch für Deutschland an. Als Mitglied des Wiener Eislauf-Vereines arbeitete Demeter Diamantidi am Werk „Spuren auf dem Eise – Die Entwicklung des Eislaufens auf der Bahn des Wiener Eislauf-Vereines“ und zeichnete auch die Illustration; es gilt bis heute als Standardwerk.
Wien wurde bis zur Befreiung Griechenlands Zentrum der griechischen Diaspora. Kritische Autoren fanden in der Zeitung Ephemeris ein Podium, die Zeitung Hermes der Gelehrte wurde das Sprachrohr der griechischen Aufklärung. Auch der griechische Nationalheld Rigas Feraios ließ sich 1796 in Wien nieder, wo er revolutionäre Lieder komponierte und die Charta von Hellas als Verfassungsentwurf eines föderativen neuen griechischen Staates schrieb. Als Schauspielerin bekannt wurde Eleonore Condorussi, für die Johann Nestroy zahlreiche Rollen schrieb.
Gegen Ende der k. u. k. Monarchie befanden sich Österreicher griechischer Herkunft auch in gehobenen Positionen des diplomatischen Dienstes, so war Hugo II. Logothetti der letzte Gesandte der Monarchie in Teheran und Konstantin Dumba der letzte Gesandte der Monarchie in den USA.
Im frühen 20. Jahrhundert trat der Tennisspieler und Sohn des Juristen sowie Bezirkskommissärs von Wien-Hietzing Stefan von Metaxa Georg von Metaxa in zahlreichen Turnieren für Österreich an. Die Brüder Baltazzi traten auf Reitturnieren ebenfalls für Österreich an. Der Schlittschuhläufer und Alpinist Demeter Diamantidi bestieg zum 40-jährigen Thronjubiläum von Kaiser Franz Joseph I. die Agglsspitze.

### Seit dem 20. Jahrhundert
In den 1950er und 1960er Jahren kamen Studenten aus wohlhabenden Familien Griechenlands zum Studium nach Österreich. Sie hatten hier die Möglichkeit, Fächer zu studieren, die in ihrer Heimat stark zulassungsbeschränkt waren. Beliebtester Studienort war Graz. Ein Teil der Absolventen blieb in Österreich und bildet heute zusammen mit Griechen, deren Vorfahren als Händler kamen, die griechische Gemeinde in Österreich.

## Städtebauliche Spuren heute

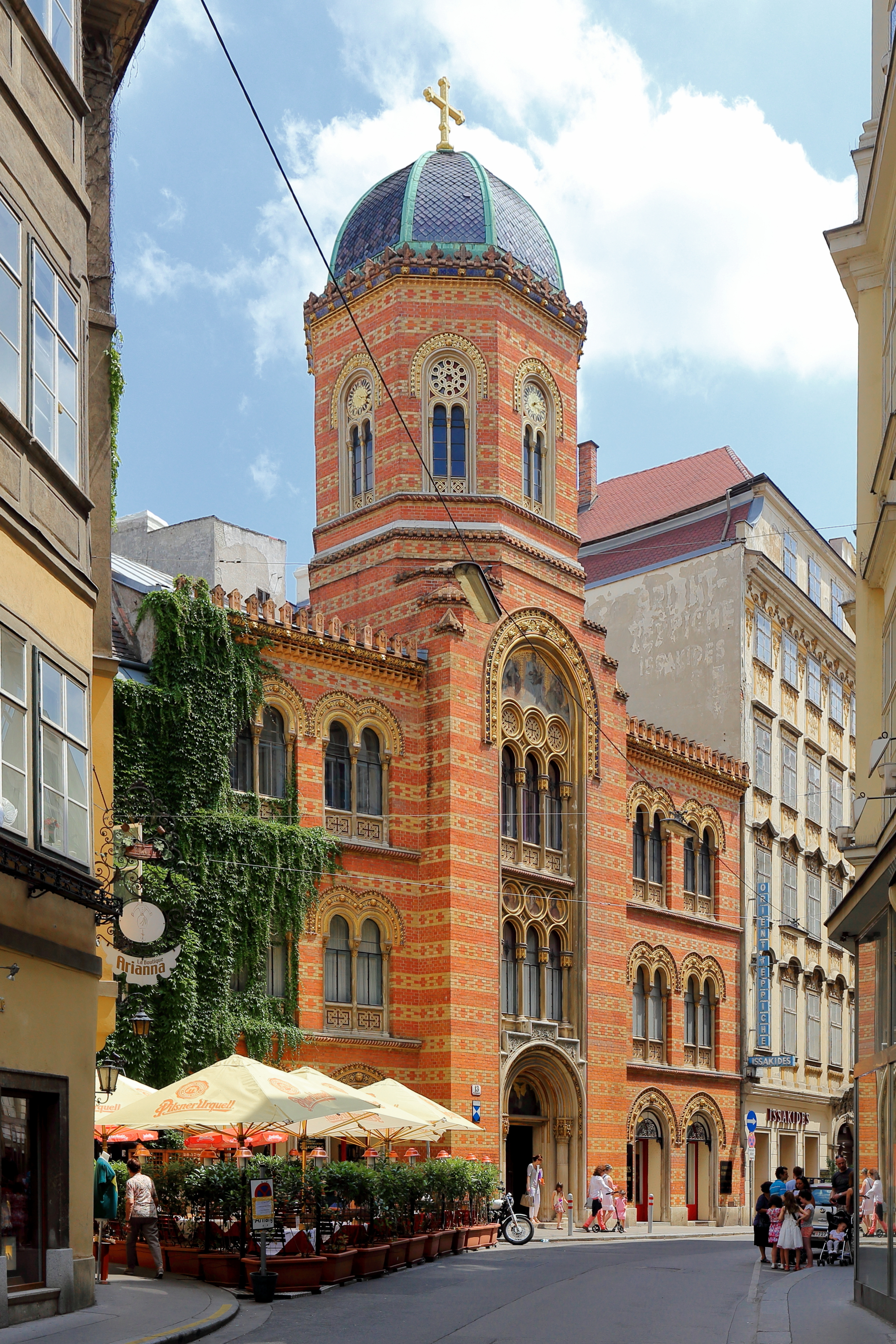
Die Griechenkirche zur Heiligen Dreifaltigkeit am Fleischmarkt

Die Familie Sina holte den dänischen Architekten Theophil Hansen für ihre Bauprojekte nach Wien. Hansen hatte sich in Griechenland als klassizistischer Architekt einen Namen gemacht. Neben diversen Geschäftsbauten und dem Schloss Rappoltenkirchen entstand die Griechenkirche zur Heiligen Dreifaltigkeit und das neue Palais Sina. Auch Dumba ließ von Hansen bauen und errichtete das Palais Dumba. Ebenfalls an der Wiener Ringstraße entstand das Palais Ephrussi des Bankiers Ignaz von Ephrussi. Hansen wurde nun auch in Österreich bekannt und bekam prominente Aufträge wie das Parlamentsgebäude, das er ebenfalls im klassizistischen griechischen Stil errichtete. Der Enkel aus der Familie Sina, Simon von Sina stiftete den Neubau der Universität Wien.
Der Wiener Fleischmarkt war einst das griechische Viertel der Stadt Wien, hier befindet sich die Georgskirche, die Griechenkirche zur heiligen Dreifaltigkeit und die Griechengasse. Das österreichische Traditionslokal Griechenbeisl befindet sich ebenfalls hier und war einst eine von Griechen besuchte Taverne.

## Demografie
Mit dem Dekret von 1774 wurden alle zugewanderten Griechen Österreich-Ungarns eingebürgert. Sie werden seither in Österreich nicht mehr statistisch erfasst. Die griechisch-orthodoxe Gemeinde gibt jedoch eine Zahl von 18.000 Gläubigen an, wovon 10.000 in Wien leben. Hierzu gehören auch die von Statistik Austria aufgeführten 1.848 griechischen Staatsbürger, die in Österreich leben und von denen 90 % im Ausland geboren sind. Laut der Botschaft Griechenlands beläuft sich die „Griechische Gemeinde in Österreich“ auf rund 5000 Mitglieder, von denen ein Großteil auf Wien, Graz und Linz entfällt.

## Institutionen

### Pädagogik und Lehre der griechischen Kultur
Die Griechische Schule in Wien kann auf eine 200-jährige Tradition zurückblicken und ist die griechische Schule mit dem längsten ununterbrochenen Lehrbetrieb auf Griechisch außerhalb Griechenlands. Sie wurde 1804 gegründet, verlor jedoch 1920 den Status einer staatlichen Volksschule, seither ist sie auf den Sprachunterricht spezialisiert.
Das Institut für Byzantinistik und Neogräzistik der Universität Wien gilt als die bedeutendste Institution griechischer Geschichte im deutschsprachigen Raum.

### Die Griechisch-Orthodoxe Kirche
Im 18. Jahrhundert bildeten sich zwei griechische Kirchengemeinden heraus, Hl. Georg (der Griechen, die noch osmanische Staatsbürger waren) und die Hl. Dreifaltigkeit (der Griechen, welche zumeist die österreichische Staatsbürgerschaft angenommen hatten). Mit dem Untergang der K.u.k. Monarchie wurde 1924 eine Metropolie für Österreich und Ungarn errichtet, die jedoch erst 1963 dauerhaft als Metropolis von Austria – Exarchat für Ungarn und Mitteleuropa des Ökumenischen Patriarchats von Konstantinopel eingerichtet wurde. Hl. Georg und Hl. Dreifaltigkeit wurden mit dem Bundesgesetz Äußere Rechtsverhältnisse der griechisch-orientalischen Kirche von 1967 anerkannt, mit der Novelle 2011 auch die Metropolis selbst. Neben Wien gibt es noch vier griechisch-orthodoxe Pfarren in Graz, Linz, Innsbruck und Bregenz. Das konstantinopolitanische Patriarchat umfasst mit ca. 18.000 Gläubigen einen größeren Kreis als die 5000 Mitglieder der „Griechischen Gemeinde“ in Österreich.
Griechischstämmige Persönlichkeiten wie Theodor von Karajan, Basilio Calafati oder Constantin von Economo waren Mitglieder Griechisch-Orthodoxer Gemeinden in Wien.

### Vereine
Insgesamt gibt es in Wien neun Vereine mit einem Bezug zu Griechenland sowie einige weitere in anderen Städten. Seit 2004 gibt es einen Dachverband griechischer Gemeinden mit fünf Vereinen. Die Website der Griechischen Botschaft in Wien verlinkt auf zehn Vereine.